# (333093) 2011 UN238
(333093) 2011 UN238 es un asteroide perteneciente al cinturón de asteroides, descubierto el 17 de noviembre de 1993 por el equipo del Spacewatch desde el Observatorio Nacional de Kitt Peak, Arizona, Estados Unidos.

## Designación y nombre
Designado provisionalmente como 2011 UN238.

## Características orbitales
2011 UN238 está situado a una distancia media del Sol de 2,337 ua, pudiendo alejarse hasta 2,768 ua y acercarse hasta 1,907 ua. Su excentricidad es 0,184 y la inclinación orbital 1,534 grados. Emplea 1305,28 días en completar una órbita alrededor del Sol.

## Características físicas
La magnitud absoluta de 2011 UN238 es 17,27.